# 카베르네 소비뇽

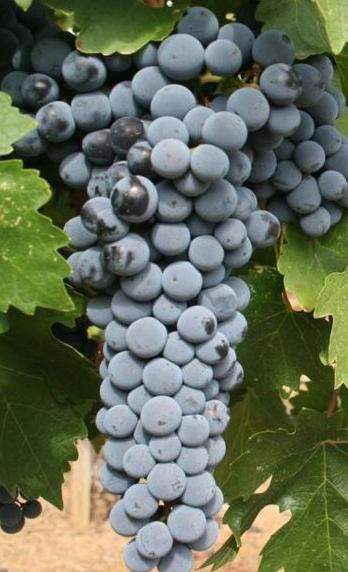
카베르네 소비뇽

카베르네 소비뇽(Cabernet Sauvignon)은 세계에서 널리 알려진 레드 와인 포도종 가운데 하나이다.프랑스 보르도의 메독(Medoc)이 원산지로 카베르네 프랑과 소비뇽 블랑의 교배종이다. 다양한 기후 범위를 기준으로 캐나다의 오카나간 밸리에서 베카 계곡에 이르기까지 주요 포도주 생산 국가 근처에서 서식한다. 카베르네 소비뇽은 자주 메를로와 카베르네 프랑을 섞어내서 만드는 보르도 포도주가 유명세를 타면서 국제적으로 인지를 받게 되었다. 주로 드라이한 타입의 맛을 자랑한다.